# Saperda bacillicornis
Saperda bacillicornis là một loài bọ cánh cứng trong họ Cerambycidae.